# بیسکی بی
بیسکی بی (به انگلیسی: Biscay Bay) یک منطقهٔ مسکونی در کانادا است که در نیوفاندلند و لابرادور واقع شده‌است. بیسکی بی ۶۵ نفر جمعیت دارد.